# Saal (huyện)
Saalkreis là một huyện cũ (Kreis) ở phía nam của Saxony-Anhalt, Đức. Các huyện giáp ranh (từ phía tây theo chiều kim đồng hồ) là: Mansfelder Land, Bernburg, Köthen, Bitterfeld, the district Delitzsch ở Bang tự do Saxony, và huyện Merseburg-Querfurt. Thành phố không thuộc huyện Halle gần như bao quanh huyện.

## Địa lý
Sông chính chảy qua huyện này là Saale, là tên gọi được dùng làm tên huyện.

## Thị xã và đô thị
| Verwaltungsgemeinschaften | Đô thị tự do   |
| --- | -------------- |
| 1. Götschetal-Petersberg 2. Östlicher Saalkreis (bao gồm cả thị xã Landsberg) 3. Saalkreis Nord (bao gồm cả thị xã Löbejün và Wettin) 4. Westlicher Saalkreis 5. Würde/Salza | 1. Kabelsketal |